# Guatemala en los Juegos Olímpicos de Los Ángeles 1984
Guatemala estuvo representada en los Juegos Olímpicos de Los Ángeles 1984 por un total de 24 deportistas, 20 hombres y 4 mujeres, que compitieron en 9 deportes.
El portador de la bandera en la ceremonia de apertura fue el jinete Oswaldo Méndez. El equipo olímpico guatemalteco no obtuvo ninguna medalla en estos Juegos.